# 34403 Sessin
34403 Sessin este o planetă minoră (asteroid), cu un diametru de 3,617 km, din centura de asteroizi. A fost descoperită pe 2 septembrie 2000 la Stația Anderson Mesa de Lowell Observatory Near-Earth-Object Search. 
Obiectul prezintă o orbită caracterizată de o semiaxă mare de 2,9424049 UAi, o excentricitate de 0,11, o înclinație de 2,79446 ° în raport cu ecliptica.